# Astarac

Mapa de la Gascunya vers 1150

Astarac (en occità Astarac) és un Parçan o comarca d'Occitània situat a la Gascunya. La vila principal és Miranda.
Segons la proposta del diari Jornalet de divisió territorial d'Occitània, basada en l'obra de Frederic Zégierman Le Guide des pays de France, l'Astarac estaria ubicat a la regió de la Gascunya, subregió de l'Armanyac.
Oficialment, les comunes de l'Astarac estan adscrites administrativament als departaments francesos de Gers i dels Alts Pirineus, ambdós a la regió administrativa d'Occitània.

## Història
El parçan ocupa les terres de l'antic comtat d'Astarac, que fou una jurisdicció feudal que va tenir per centre Castillon (avui Vilafranca) i més tard Miranda. Aquesta darrera fou fundada el 1280 per Bernat III d'Astarac i va ser acabada el 1288 esdevenint el 1297 la capital comtal.
El 926 Garcia I el Corb de Gascunya va repartir els seus dominis i va donar al fill segon Guillem el Fesenzac i l'Armanyac amb títol comtal mentre el fill tercer Arnau I Nonat va rebre el territori d'Astarac també amb títol comtal. El Bearn, Agenès, Les Landes i el Litoral restaren en mans dels ducs. Arnau va dividir el seu llegat al morir el 960: Astarac pel seu fill gran Garcia, i l'Aure, amb títol comtal per al segon Arnau (que no va tenir fills i el va heretar sa germana Faquilena que al casarse amb Ramon comte de Bigorra mort el 956 li va aportar el comtat i el seu fill Oriol va ser el cap de la branca d'Aure de Bigorra). Arnau II fou pare d'Odó abat de Simorra i després bisbe d'Auch, del seu successor Guillem, de Bernat Pelagós, que va rebre el territori de Pardiac amb títol comtal; i de Ramon que va rebre el vescomtat de Persan. El 1511 la línia es va exingir i va passar als Grailly comtes de Candale i Beanuges fins a la seva extinció el 1593.

## Llista de comtes d'Astarac
- Arnau Nonat 926-960
- Garcia (fill) 960-c. 1000
- Arnau II (fill) c. 1000-1023
- Guillem I (fill) 1023-1040
- Sanç I (fill) 1040-1083
- Guillem II (fill) 1083-?
- Bernat I (germà) ?-1142
- Sanç II (Asnar Sanç) (fill) 1142-1174 co-comte d'Astarac
- Boemond (germà) 1142-1174 co-comte d'Astarac i sol 1182-1183
- Bernat II (fill de Sanç II) 1174-1182
- Marquesa (filla de Boemond) 1183-? co-comtessa d'Astarac
- Beatriu (germana) 1183-? co-comtessa d'Astarac
- Centul I (fill de Beatriu) ?-1233
- Centul II (fill) 1233-1249
- Bernat III (germà) 1249-1291
- Centul III (fill) 1291-1300
- Bernat IV (fill) 1300-1324
- Bernat V (fill) 1324-1326
- Amanieu (germà) 1326-1331
- Joan I (fill) 1331-1368
- Joan II (fill) 1368-1410
- Joan III (fill) 1410-1458
- Joan IV (fill) 1458-1511
- Marta (filla) 1511-1569
- Gastó (espòs) 1511-1536 (comte de Candale i Benauges)
- Carles (fill) ?-1528 (comte de Candale i Benauges)
- Joan I (germà) 1528 (comte de Candale i Benauges)
- Frederic (germà) 1528-1571 (comte de Candale i Benauges)
- Joan II (fill) 1571 (comte de Candale i Benauges)
- Enric (germà) 1571-1572 (comte de Candale i Benauges)
- Margarida (filla) 1572-1593 (comtessa de Candale i Benauges)